# 金太勳
金太勳（1975年5月26日—），韓國男演員。二哥為演員金太祐，是家中三兄弟的老么，上有大六歲的哥哥。

## 演出作品

### 電視劇
- 2006年：KBS《再見獨奏》飾演 申植
- 2007年：OCN Movies《色世夢（第一季）（朝鲜语：색시몽）》飾演 尹在伊
- 2008年：Channel CGV《正祖暗殺之謎－8天》飾演 金漢珠
- 2010年：KBS《近肖古王》飾演 扶餘山
- 2011年：MBC《你真漂亮》飾演 朴致永
- 2012年：TV朝鮮《求婚大作戰》飾演 姜鎮宇
- 2012年：KBS《世上哪裡都找不到的善良男人》飾演 安民英
- 2013年：KBS《一絲的純情》飾演 鄭雨盛
- 2013年：MBC《Drama Festival－少年，再次遇見少女》飾演 亨九
- 2014年：SBS《秘密之門》飾演 姜弼載
- 2014年：OCN《壞小子們》飾演 吳在元
- 2015年：MBC《憤怒的媽媽》飾演 都正宇
- 2015年：JTBC《親愛的恩東啊》飾演 崔在浩
- 2015年：tvN《隱藏身份》飾演 閔泰仁
- 2015年：tvN《請回答1988》飾演 崔永宣
- 2016年：MBC《再一次 Happy Ending》飾演 金建學
- 2016年：JTBC《Fantastic》飾演 洪俊基
- 2017年：MBC《守望者》飾演 金恩重
- 2018年：tvN《Live》飾演 嚴尚俊
- 2018年：MBC《牽著手，看夕陽西下》飾演 張碩俊
- 2019年: SBS《Secret Boutique》飾演 魏正赫
- 2020年：tvN《Drama Stage—通訊中斷》飾演 丈夫
- 2020年：Netflix《屍戰朝鮮2》飾演 李江潤
- 2020年：tvN《外出》飾演 李友哲
- 2020年：tvN《了解的不多也無妨，是一家人》飾演 尹太亨
- 2021年：tvN《如蝶翩翩》飾演 奇勝周
- 2022年：ENA《具必秀不在》飾演 黃恩浩
- 2022年：WATCHA《最終兵器愛麗絲》飾演 殺手Spicy
- 2022年：Disney+《舊案尋兇》飾演 禹賢碩
- 2023年：Netflix《女王制造者》飾演 馬仲錫
- 2023年：tvN《有益的欺詐》飾演 J
- 2023年：Disney+《舊案尋兇2》飾演 禹賢碩（特别出演）
- 2023年：MBC《恋人》饰演 崔鳴吉
- 2023年：SBS《與惡魔有約》飾演 盧碩民
- 2023年：U+Mobiletv《天黑了》飾演 朴世恩的父親（特别出演）
- 2024年：Netflix《炸雞奇遇記》飾演 「泊丁炸雞店」第四代老闆
- 2024年：tvN《正年》飾演 朴棕菊
- 2025年：U+Mobiletv《善意的競爭》飾演 劉泰俊
- 2025年：tvN《那傢伙是黑炎龍》飾演 潘珠妍的父親
- 2025年：ENA《騎行人生》飾演
- 2025年：tvN《瑞草洞》飾演 喜智的父親

### 電影
- 2004年：《女人是男人的未來》
- 2005年：《百萬煮夫大作戰》
- 2006年：《Way To Go, Rose》
- 2009年：《掠奪者們》
- 2010年：《平行理論》飾演 鄭敏秀（友情出演）
- 2010年：《大叔》 飾演 金志坤
- 2011年：《朝鮮名偵探：高山烏頭花的秘密》飾演 林吉善
- 2011年：《愛情真可怕》飾演 朴導演
- 2011年：《幻想劇場》 飾演 金導演
- 2011年：《如果你是我5》
- 2012年：《占卜師們》飾演 青年惡靈（友情出演）
- 2013年：《雪人》
- 2013年：《南方大作戰》飾演 金秀河
- 2013年：《憤怒的倫理學》飾演 韓賢秀
- 2014年：《慶州》飾演 李永民
- 2014年：《鳴梁》飾演 金鐘傑
- 2015年：《西部戰線》（友情出演）飾演 趙將軍
- 2015年：《桃李花歌》（友情出演）飾演 誤診者
- 2015年：《雪行－雪路前行》
- 2016年：《Trick 詭計》飾演 金都準
- 2016年：《雪徑》
- 2017年：《玻璃庭院》飾演 智勳
- 2018年：《The Pension :危險的邂逅》
- 2018年：《摔跤手》飾演 承赫
- 2019年：《老婦人－69歲》飾演 南賢秀
- 2019年：《辭典》飾演 朴勳
- 2019年：《女孩，四繹》Love Set 飾演 IU的父親（短篇電影）
- 2020年：《我的妻子發胖了》飾演 金俊的父親 （短篇電影）
- 2020年：《菜英文沒在怕》飾演  檢察官（友情出演）
- 2021年：《金派特務》飾演 申基祿（友情出演）
- 2021年：《好人（朝鲜语：좋은 사람 (영화)）》飾演 崔京錫
- 2022年：《雨水（朝鲜语：우수 (영화)）》飾演 後輩（手機店小老闆）
- 2023年：《怪谈晚餐（朝鲜语：괴담만찬）》

## 外部連結
- NAVER （页面存档备份，存于）
- 金太勳的X（前Twitter）